# Csendőrségi palota (Balassagyarmat)
A balassagyarmati Csendőrségi palota (más néven Államrendőrségi és Csendőrségi Palota, vagy Csendőrpalota) egy 1928-ban Kotsis Iván tervei alapján, Magos Dezső által épített épület. A 2017-es felújítása után a Balassagyarmati Járási Hivatal számos osztálya kap itt helyet.

## Története
Az 1920-as trianoni béke határvárossá tette Balassagyarmatot, ami miatt szükségesebbé vált egy nagyobb csendőr laktanya. Az Államrendőrségi és Csendőrségi Palotát 1928-ban építették meg a gróf Tisza István és a Scitovszky utcák kereszteződésében úgy, hogy az szorosan kapcsolódott az 1881-ben épült honvéd laktanyához. A Csendőrpalotába 1951-ben költözött be a határőrség, a Balassagyarmati Határőr Kerület, majd a Határőr Igazgatóság. A városi rendőrkapitányság 1996-ban költözött ki, és foglalta el jelenlegi helyét az egykori Pénzügyi palotában. A 2007-es schengeni egyezményhez csatlakozás után, 2008-ban a határőrség beleolvadt a rendőrségbe, ezzel együtt Balassagyarmaton megüresedett a határőrség egykori épülete. A következő tíz évben az épület több felhasználási lehetősége is felmerült többek között a városi rendőrkapitányság visszaköltöztetése, a börtöni cellák kialakítása előzetesen fogvatartottak számára, illetve a tűzoltóság és a mentőszolgálat ideköltöztetése, azonban egyik sem valósult meg. 2015-ben merült fel, hogy a Balassagyarmati Járási Hivatal osztályait egy épületben összpontosítsák. Erre a célra két épület tűnt alkalmasnak: az önkormányzati tulajdonú vármegyeháza és az állami tulajdonú Csendőrségi palota. A választás az utóbbi épületre esett, a munkálatokat 2017 nyarán meg is kezdték. Az első két járási osztály 2018 júliusában költözött be a felújított épületbe.